# Dampfeisenbahn Weserbergland

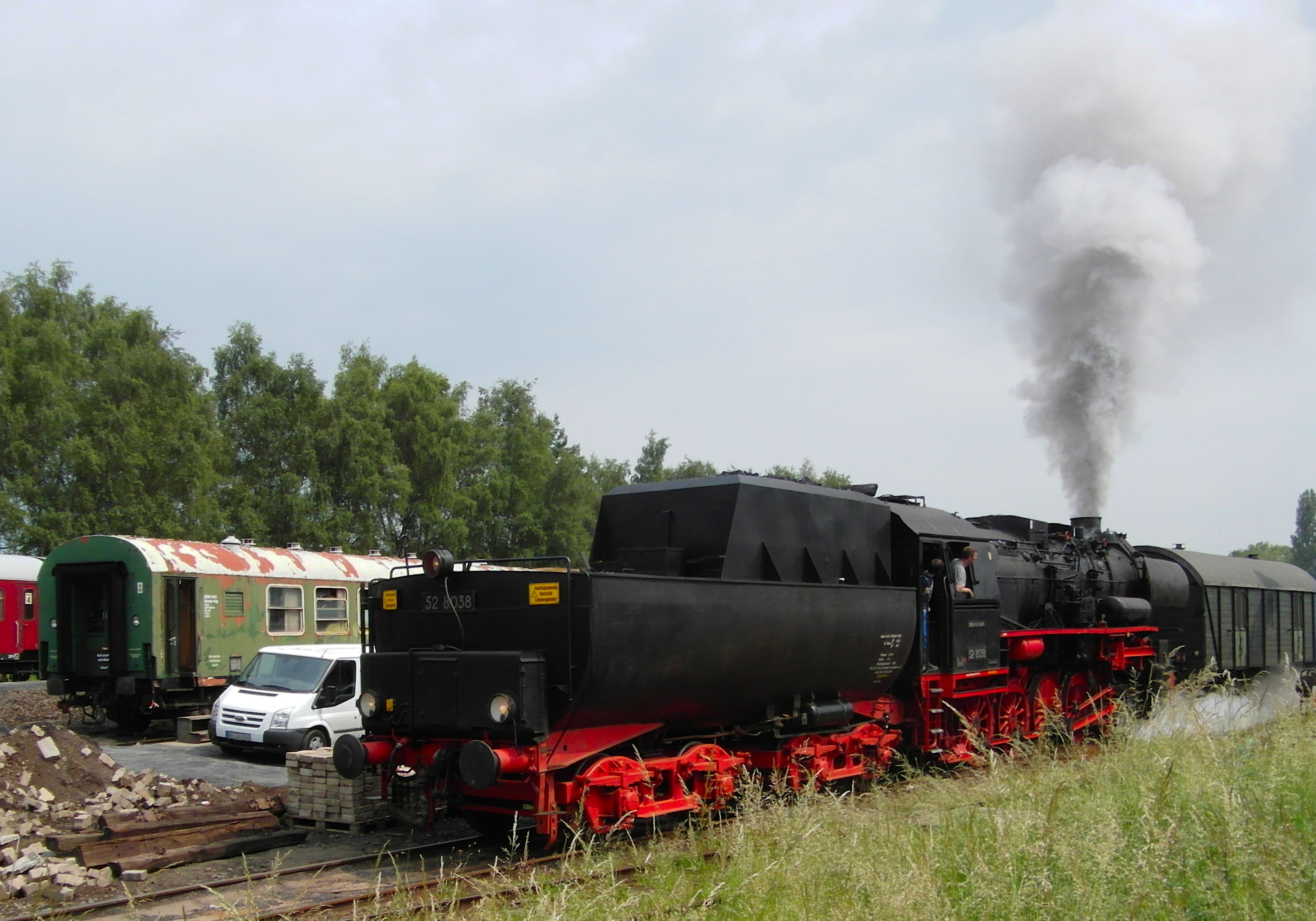
Dampflok 52 8038 der DEW auf dem Betriebsgelände in Stadthagen

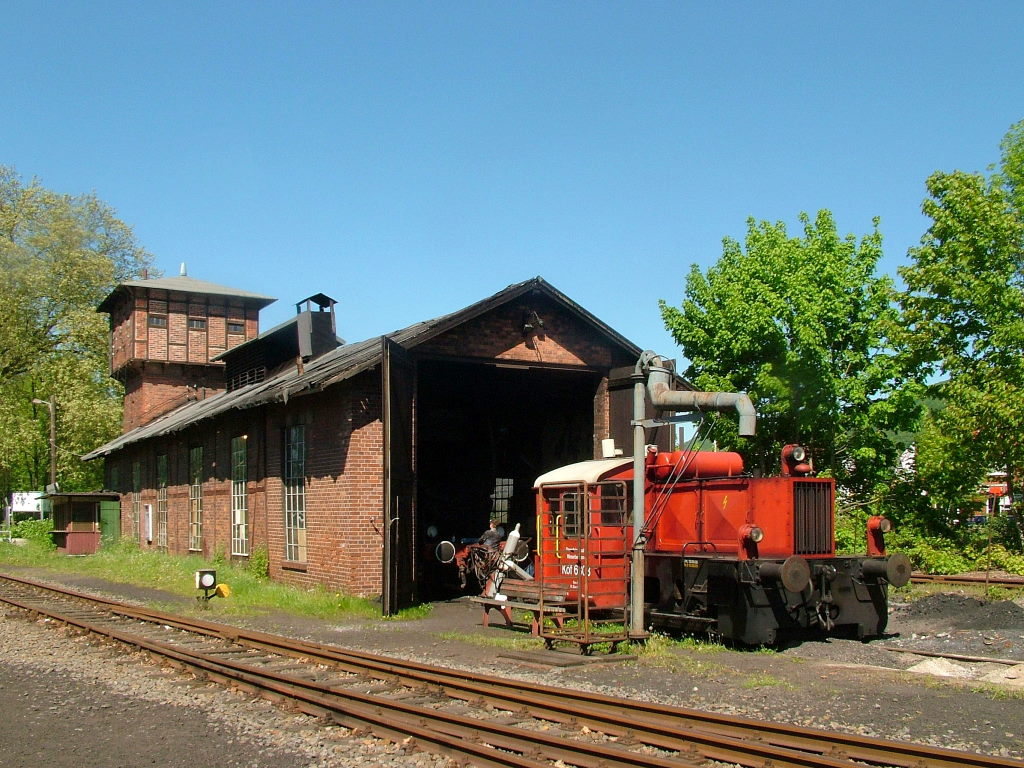
Der denkmalgeschützte Lokschuppen in Rinteln-Nord mit Fahrzeugen der DEW

Die Dampfeisenbahn Weserbergland (DEW) ist ein 1972 gegründeter Museumseisenbahn-Verein mit Sitz in Rinteln im Landkreis Schaumburg in Niedersachsen. Seit 2009 nutzt der Verein vor allem das ehemalige Betriebsgelände der Rinteln-Stadthagener Eisenbahn in Stadthagen.

## Geschichte
Im Jahr 1972 fanden sich einige Eisenbahnfreunde zur Gründung eines Vereins zusammen. Mit Hinblick auf das nahende Einsatzende von Dampflokomotiven bei der DB plante man, zur Ausmusterung anstehende Dampflokomotiven und andere historische Fahrzeuge von Privatbahnen zu erwerben und damit Sonderfahrten durchzuführen. Bereits im Folgejahr konnten mit ersten eigenen Fahrzeugen verschiedene Fahrten auf Privatbahnstrecken in Niedersachsen angeboten werden, ab 1974 verkehrten fahrplanmäßige Museumszüge auf der Bahnstrecke Rinteln–Stadthagen. Eingesetzt wurde eine Stehkessel-Dampflok der Bauart Kittel, die leihweise vom Deutschen Eisenbahn-Verein übernommen wurde, zusammen mit einer Reihe von zweiachsigen Personenwagen. Schnell wuchs die Fahrzeugsammlung um weitere Fahrzeuge von Privat- und Werksbahnen, neben weiteren Dampflokomotiven auch Diesellokomotiven und Triebwagen. In den Folgejahren bot man auch einen Museumsbahnbetrieb auf den Strecken der Mindener Kreisbahnen und der Wittlager Kreisbahn.
Die dortigen Vereinsmitglieder gründeten im Jahr 1977 einen eigenen Verein, der seitdem unter dem Namen Museums-Eisenbahn Minden den Betrieb rund um Minden und Preußisch Oldendorf weiterführt. Hierzu wurden einige Fahrzeuge von der DEW übernommen, später aber auch weitere beschafft. In der Folgezeit befuhr die DEW mit ihren Zügen wiederum nur die Rinteln-Stadthagener Eisenbahn, wobei aufgrund der immer größeren Nachfrage die vorhandenen Lokomotiven mit den Zügen schnell überfordert waren und durch stärkere Loks ersetzt werden mussten.
Mit dem Ende des Dampflokverbots konnten ab 1985 auch wieder Strecken der DB befahren werden, jedoch ging mit den DB-eigenen Dampffahrten ein starker Fahrgastrückgang bei den etablierten Museumsbahnen einher. Im Jahr 1987 wurde ein kompletter Zug aus Dampflokomotive und fünf Wagen an die Eisenbahnfreunde Hasetal verkauft, die damit seitdem einen Museumsverkehr auf der Meppen-Haselünner Eisenbahn anbieten.
Seit den frühen 1990er Jahren hat sich der Museumszug stark gewandelt: Dominierten zuvor Privatbahnfahrzeuge und alte Personenzugwagen das Bild, so kommen seitdem vorwiegend Fahrzeuge aus der ehemaligen DDR zum Einsatz. Da der Einsatz einer leistungsfähigeren Lokomotive nötig wurde, konnte ein Sponsor des Vereins eine Lok der DR-Baureihe 52.80 erwerben und der DEW zur Verfügung stellen. Der Verein selbst kaufte mehrere Wagen und eine Diesellokomotive. Seit dem Jahr 2002 werden die regelmäßigen Fahrten zwischen Rinteln und Stadthagen (bzw. Wunstorf) durch eine „Weserbergland-Rundfahrt“ über Vlotho ergänzt.
Als Eisenbahnverkehrsunternehmen für den Verein tritt die Dampfzug-Betriebsgemeinschaft aus Loburg auf, ferner besteht eine enge Kooperation mit dem Eisenbahnclub Aschersleben.
Die geplante Stilllegung der Strecke durch die Osthannoverschen Eisenbahnen als Muttergesellschaft der Rinteln-Stadthagener Verkehrs GmbH im Jahr 2009 hätte auch die DEW empfindlich getroffen, die bis dahin ihr Domizil im Bahnhof Rinteln Nord hatten. Unabhängig von der Stilllegungsdebatte musste dieser Bahnhof geräumt werden, da auf seinem Gelände ein Verbrauchermarkt gebaut werden sollte. Die DEW zogen daher mit dem gesamten Fahrzeugpark an das andere Streckenende nach Stadthagen West um, in Rinteln bleiben lediglich der Lokschuppen als Werkstatt für den Verein sowie zwei Gleise erhalten. Die Stilllegung der Strecke konnte 2010 schließlich verhindert werden, nachdem der Förderkreis „Bückebergbahn Rinteln–Stadthagen“ die Strecke pachtete und als EIU die Rhein-Sieg-Eisenbahn gewonnen werden konnte.

## Fuhrpark

### Heutiger Museumszug

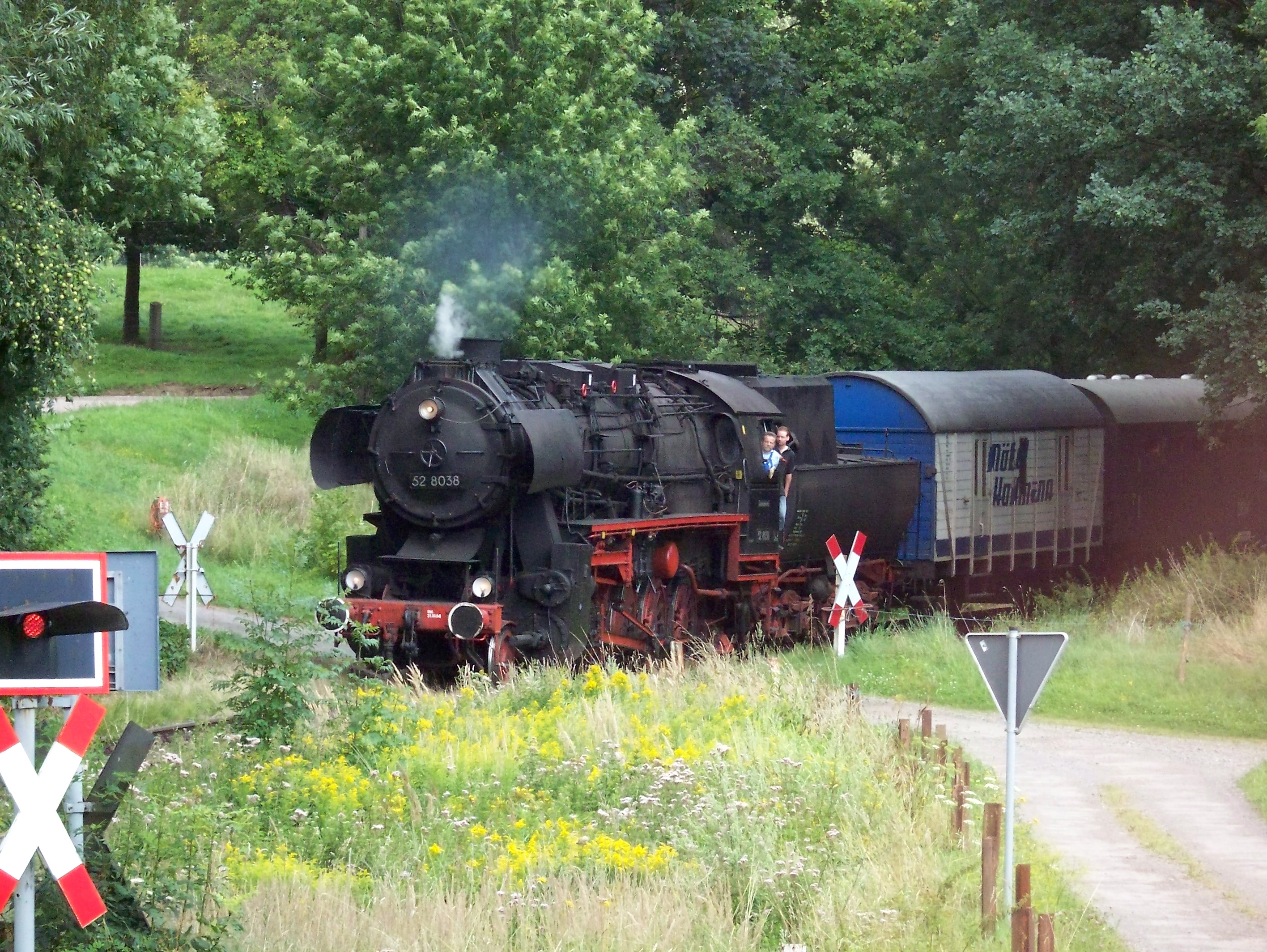
Der Museumszug der DEW bei Steinbergen

Der heutige Museumszug besteht aus einer Lokomotive der DR-Baureihe 52.80 mit der Nummer 52 8038, sowie insgesamt sechs Rekowagen. Darunter befindet sich ein Speisewagen sowie ein Halbgepäckwagen. Ferner existieren ein Salonwagen (ein umgebauter Schnellzugwagen) sowie ein Modernisierungswagen 1./2. Klasse. Für den Fahrrad- und Gepäcktransport steht ein Packwagen zur Verfügung, dazu existiert ein Skl 24 und 25.

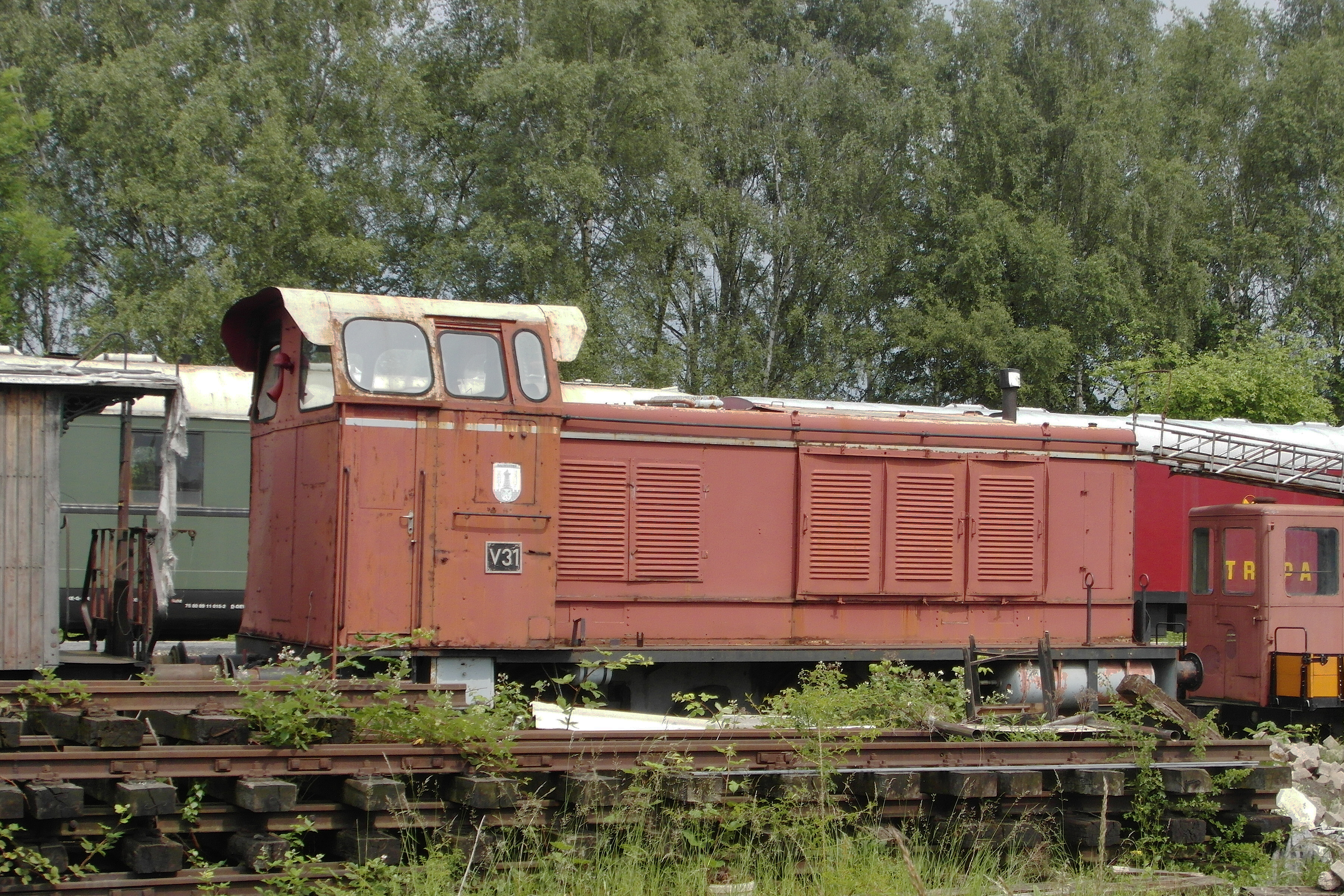
Ehemalige WR 360 der RStE, abgestellt in Stadthagen

Neben der Dampflok besitzt der Verein auch diverse Dieselloks verschiedener Leistungsklassen, so eine Köf II, eine Gmeinder-Werklok, eine Wehrmachtslokomotive WR 360 C 14 (die von 1956 bis 1978 bei der RStE eingesetzt war) und eine V 60 (DR) (V 60 1200).

### Abgegebene Fahrzeuge
Neben den heute noch vorhandenen Fahrzeugen hat die DEW im Lauf der Zeit zahlreiche Fahrzeuge an andere Vereine abgegeben. Die erste eingesetzte Lok, eine Stehkessel-Dampflok der Bauart Kittel von 1908, war nur geliehen und wurde nach Erwerb einer leistungsfähigeren Maschine wieder an den Eigentümer (Deutscher Eisenbahn-Verein) zurückgegeben. Sie ist heute im Deutschen Technikmuseum in Berlin ausgestellt.
Die Lokomotiven 2 und 3 waren dreiachsige Dampfloks. Lok 2 war vom Typ „Crefeld“ der Firma Hohenzollern und stammte von den Bahn- und Hafenbetrieben der Ruhrkohle AG, die sie zuletzt bis 1975 auf der Zeche Radbod als „D-712“ einsetzten. Sie wurde 1985 an die Museumseisenbahn Hamm verkauft. Lok 3 wurde 1973 leihweise und 1976 käuflich vom Gemeinschaftswerk Hattingen erworben, sie wurde 1922 bei Henschel gebaut und gehörte als Typ „Bismarck“ zu den Nachfolgebauarten der pr. T 3. Die Lok wurde im April 1980 auf der Hannovermesse ausgestellt und 1987 an die Eisenbahnfreunde Hasetal verkauft.
Wiederum stärker war die Lok mit der Nummer 4, es handelte sich dabei um die Lok „MEVISSEN IV“ von der gleichnamigen Zeche, die 1976 leihweise vom Auto- und Motorradmuseum Bad Oeynhausen (heute Motor Technica Museum) übernommen wurde und 1977 als erste Lok an die aus der DEW gegründete Museums-Eisenbahn Minden abgegeben wurde.
Eine weitere Leistungssteigerung erfuhr der Museumszug mit den vierfach gekuppelten Loks 5 und 6. Lok 5 stammt wiederum von der Ruhrkohle AG, entspricht dem Henschel-Typ „Essen“, wurde 1938 gebaut und zuletzt bis 1977 auf der Zeche Königsborn als „D-776“ eingesetzt. Die Lok wurde nach Fristablauf abgestellt und befindet sich heute in zerlegtem Zustand bei der MaLoWa. Lok 6 wurde dagegen im Jahr 1979 von inzwischen durch die Texaco betriebenen Kraftwerk der ehemaligen Zeche Graf Bismarck übernommen, sie wurde 1949 von Henschel gebaut und trug zuletzt die Bezeichnung „GRAF BISMARCK XVI“. Die Lok wurde bis 1991 eingesetzt, nach einigen Jahren Abstellung dann über die MaLoWa nach Frankreich verkauft.
Zwei Triebwagen befanden sich zeitweise im Besitz des Vereins: Zum einen ist dies der ehemalige „T 7“ der Mindener Kreisbahnen, der 1975 von dort gekauft wurde. Zuvor war er unter den Nummern 718 und 133 001 bei der DR und später als VT 78 901 bei der DB eingesetzt worden. Bei der DEW erhielt er die Bezeichnung „VT 10“. Mit einem passenden Beiwagen, der 1979 von der Bremervörde-Osterholzer Eisenbahn übernommen worden war, wurde der Triebwagen Ende der 1990er Jahre an die Dampfbahn Fränkische Schweiz verkauft.
Der zweite Triebwagen der DEW war ein von der „Interessengemeinschaft Esslinger Triebwagen“ (IET) zur Verfügung gestellter Esslinger Triebwagen, der von der SWEG durch die IET gekauft und ab 1985 als VT 110 eingesetzt wurde. Da die Motorleistung und das Getriebe des Fahrzeugs nicht für die Strecke ausreichte, wurde er im Jahr 2000 mit Zustimmung der IET an die Kreisbahn Mansfelder Land verkauft.
Als „V 8“ wurde eine Lok des Henschel-Typs DH 360 der 2. Generation von Henschel-Nachkriegs-Dieselloks bezeichnet, die der Verein 1988 erwerben konnte. Sie wurde ab 1991 bis zum Ablauf der Fristen auf der Rinteln-Stadthagener Eisenbahn eingesetzt und Anfang der 2000er Jahre nach Aschersleben verkauft. Die erste Besetzung der Nummer „V 9“ trug eine von der WLE übernommene Köf II, die von 1978 bis 1988 bei der DEW eingesetzt wurde und anschließend an die Museums-Eisenbahn Minden verkauft wurde. Dieselbe Nummer in Zweitbesetzung erhielt eine Lok der Vorserie der DR-Baureihe V 60. Sie wurde 1994 erworben und 2006 an eine Privatperson abgegeben. Unter der Nummer „V 11“ wurde eine Lok des Deutz-Typs KHD A6M 220 R geführt, die 1981 von der Steinhuder Meer-Bahn übernommen, 1988–1990 leihweise bei der Museumseisenbahn Küstenbahn Ostfriesland eingesetzt und 1990 an die Verdener Eisenbahnfreunde verkauft wurde.
Ebenso wurden zahlreiche Personen- und Güterwagen an verschiedene andere Museumsbahnen verkauft.